# Société Bournhonet, Lerefait
Die Société Bournhonet, Lerefait et Cie. war ein französischer Hersteller von Automobilen.

## Unternehmensgeschichte

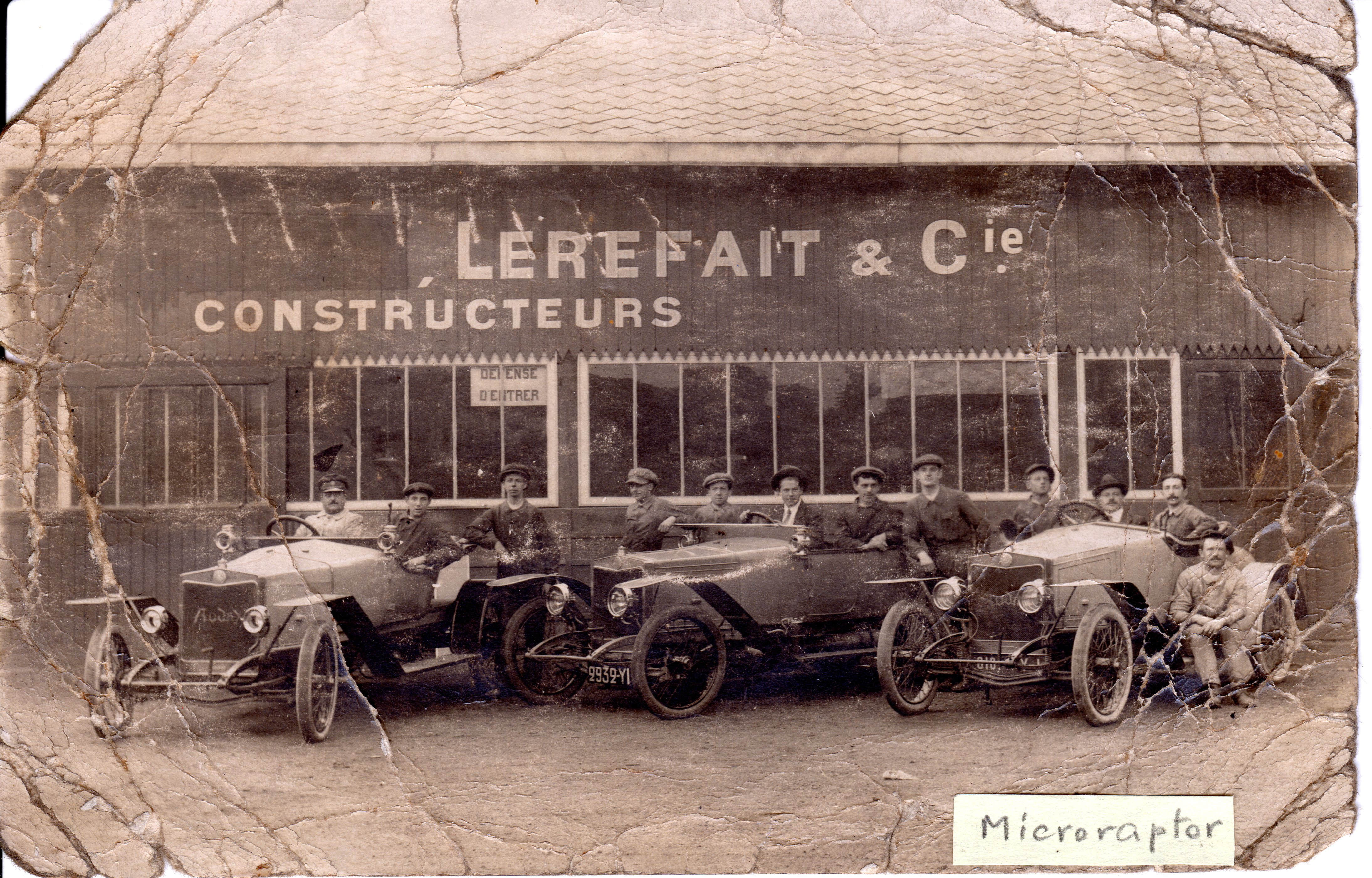
Lerefait & Cie (um 1914)

Das Unternehmen wurde 1913 in Rouen gegründet. Das Markenzeichen wurde am 22. März 1913 eingetragen. 1914 begann die Produktion von Automobilen. Der Markenname lautete Audax. Im gleichen Jahr endete die Produktion. 1920 wurde das Unternehmen aufgelöst.

## Fahrzeuge
Das einzige Modell war ein Kleinwagen. Für den Antrieb sorgte ein Vierzylindermotor.

## Markenzeichen
Als Markenzeichen diente ein Kreis mit zwei Ringen sowie einem Zentrum. Im äußeren Ring stand oben AUDAX und unten ROUEN. Der nächste Ring war unbeschriftet. Im Zentrum waren zwei gegenüberliegende Dreiecke abgebildet. Mitten befanden sich die Buchstaben B und L.